# Украинец, Вадим Леонидович
Вадим Леонидович Украинец (укр. Вадим Леонідович Українець; 9 сентября 1992, Черновцы) — украинский футболист, полузащитник.

## Игровая карьера
В чемпионате Украины (ДЮФЛ) выступал за команды «УФК — Карпаты» (Львов), РВУФК (Киев), «Монолит» (Ильичевск). В профессиональном футболе дебютировал в 2010 году в молдавской команде «Нистру» (Отачь), которая в то время выступала в высшей лиге. В «Нистру» Вадим выступал до лета 2013 года, пока этот клуб не потерял прописку в элите молдавского футбола.
Также играл за такие профессиональные команды, как: «Бастион» (Ильичевск), «Путнок» (Путнок, Венгрия) и любительские коллективы: «Яспиль» (Ясенево-Пыльный), ФК «Николаев», ФК «Остров», «Рочин» (Сосновка).
В конце июня 2017 года подписал контракт с клубом «Подолье» (Хмельницкий),однако уже в июле оставил хмельницкий клуб в котором провел всего 3 игры: две в чемпионате и одну в кубке Украины, присоединился к составу родной «Буковины». Дебютировал за «Буковину» 30 июля того же года в матче чемпионата второй лиги Украины против ФК «Тернополя». По завершении 2017/18 сезона покинул черновицкий клуб.